# Sodales Augustales

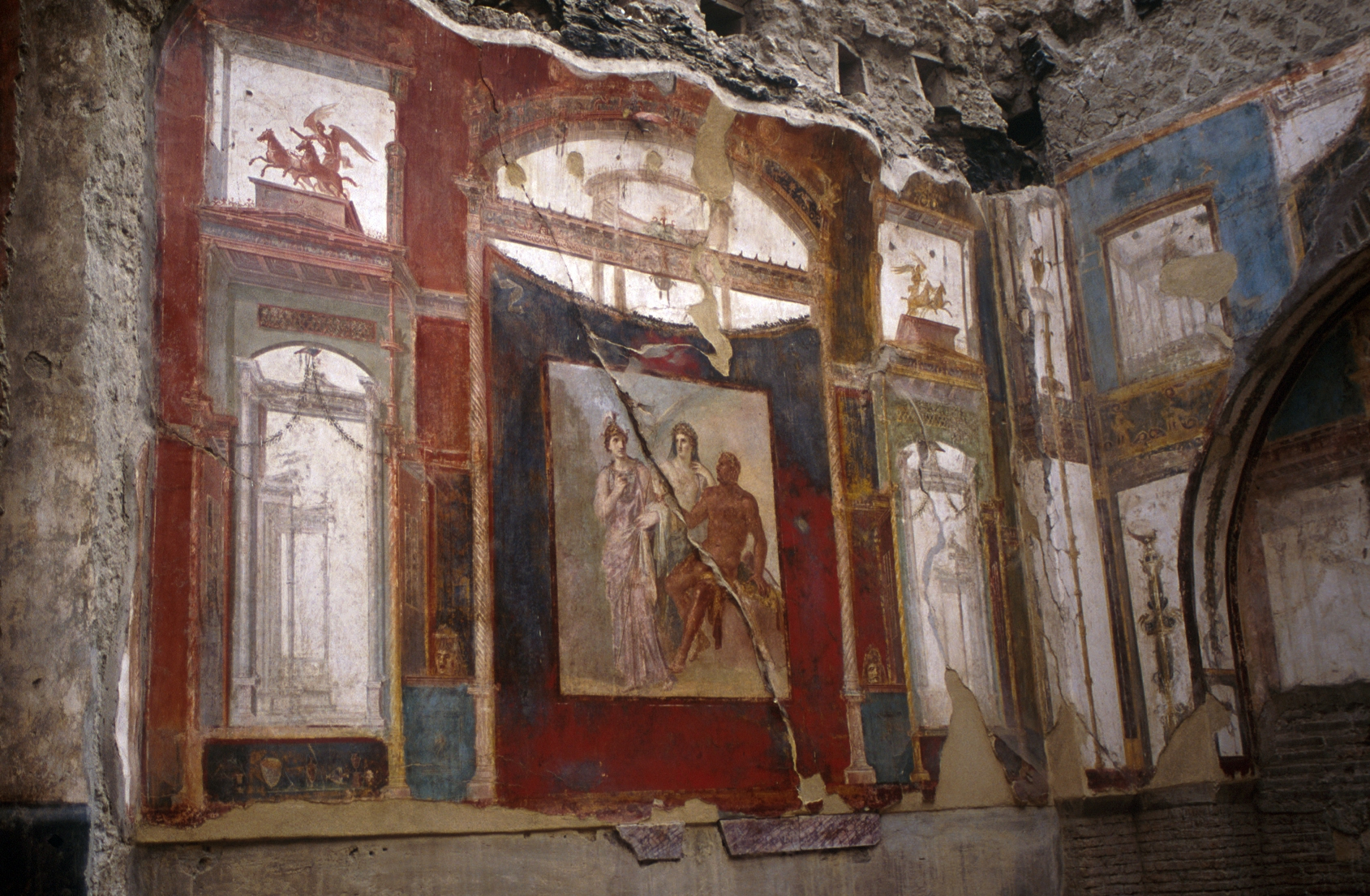
Affresco romano nel Collegio degli Augustali ad Ercolano.

I Sodales Augustales o Sacerdotes Augustales o Augustales ("Sacerdoti di Augusto") erano un collegio sacerdotale istituito dall'imperatore Tiberio nel 14 d.C. per il culto del Divo Augusto e della Gens Iulia sull'esempio dei Sodales Titii creati da Romolo o da Tito Tazio.
Il collegio era composto da 21 sacerdoti estratti a sorte tra i maggiori esponenti della nobiltà, ai quali si aggiunsero Tiberio, Druso, Claudio e Germanico. Ogni seggio era chiamato decuria e in seguito ne furono aggiunte altre per Druso, per Nerone e per Tito (soppressa dopo la sua morte e ristabilita da Caracalla). Alla morte di un augustale, il posto vacante era rimpiazzato tramite cooptazione, probabilmente su indicazione dell'imperatore o del Senato.
Come membri dell'alta gerarchia sacerdotale, gli Augustales godevano di vari privilegi: avevano posti riservati al teatro, si sedevano su selle curuli, figuravano nelle cerimonie religiose più importanti.
Erano presieduti da tre magistri annuali e da un flamine nominato a vita dall'imperatore.
George Howe ha stilato un elenco dei Sodales Augustales conosciuti: 74 nomi compresi in un arco di tempo che va dal 14 al 230.
Col tempo furono create nuove confraternite per il culto di ogni imperatore divinizzato. Così alla morte di Claudio furono creati i Claudiales che si aggiunsero agli Augustales assumendo così il titolo di Augustales Claudiales. Alla morte di Vespasiano furono creati i Flaviales che aggiunsero il nome di Titiales alla morte di Tito. Alla morte di Adriano furono creati gli Hadrianales e alla morte di Antonino Pio furono creati gli Antoniniani. Questi furono gli ultimi e a loro fu affidato il culto di ogni nuovo Divo aggiungendone il nome: così si ebbero gli Antoniniani Veriani, Marciani, Aureliani, Commodiani, Helviani e Severiani.